# Konstantin Frank
Konstantin Frank (Geburtsname Konstantin Shklyar; * 15. Oktober 1988 in Samara) ist ein deutsch-russischer Schauspieler.

## Leben
Konstantin Frank wuchs zunächst in Sankt Petersburg und später in Innsbruck auf und studierte Schauspiel von 2009 bis 2013 am Max Reinhardt Seminar in Wien. In der Saison 2014/2015 war er festes Ensemblemitglied der Wuppertaler Bühnen. Als freischaffender Schauspieler gastierte er u. a. am Theater Konstanz, an der Schaubühne am Lehniner Platz und am Deutschen Theater Berlin. Konstantin Frank lebt und arbeitet in Berlin.

## Filmografie (Auswahl)
- 2013: Liebemacht
- 2014: Eine Liebe für den Frieden – Bertha von Suttner und Alfred Nobel (Fernsehfilm)
- 2016: Die Kinder der Villa Emma (Fernsehfilm)
- 2017: SOKO Donau – Dirnbergers Dinner (Fernsehserie)
- 2018: Die Professorin – Tatort Ölfeld (Fernsehfilm)
- 2018: Angst (Kurzfilm)
- 2019: Zimmer mit Stall – Tierisch gute Ferien (Fernsehfilm)
- 2020: Letzte Spur Berlin – Herzdame (Fernsehserie)
- 2020: Die Kinder von Windermere (The Windermere Children) (Fernsehfilm)
- 2020: Das Damengambit (The Queen's Gambit) (Miniserie)
- 2021: Ku’damm 63 (dreiteiliger Fernsehfilm)
- 2022: Dr. Hoffmann – Die russische Spende (Fernsehfilm)
- 2022: Wendehammer (Fernsehserie)
- 2022: In aller Freundschaft – Die jungen Ärzte – Selbsterkenntnis (Fernsehserie)
- 2022: Schächten (Kinofilm)
- 2022: Pulled Pork (Kinofilm)
- 2023: SOKO Linz – Spielregeln (Fernsehserie)
- 2023: Pulled Pork
- 2024: Kafka (Fernsehserie)

## Theater (Auswahl)
- 2011: Die Schneekönigin (Theater der Jugend, Wien)
- 2012: Chuzpe (Theater in der Josefstadt, Wien)
- 2013: Pinocchio (Stadttheater Konstanz)
- 2014: Dieses Grab ist mir zu klein (Schaubühne am Lehniner Platz, Berlin)
- 2015: Supergute Tage oder die Sonderbare Welt des Christopher Boone (Schauspiel Wuppertal)
- 2017: Komm näher (Junges DT, Berlin)
- 2018: Das hier ist kein Tagebuch (Junges DT, Berlin)
- 2022: Das Opfer und sein Kampf (Brotfabrik Berlin)[5]